# Giovanni Ricchiuti
Giovanni Ricchiuti (ur. 1 sierpnia 1948 w Bisceglie) – włoski duchowny katolicki, biskup Altamura-Gravina-Acquaviva w latach 2014–2023.

## Życiorys
Święcenia kapłańskie otrzymał 9 września 1972 i został inkardynowany do archidiecezji Trani-Barletta-Bisceglie. Po studiach w Rzymie został wicerektorem niższego seminarium diecezjalnego, zaś w 1976 rozpoczął pracę w parafii Bożego Miłosierdzia w Bisceglie - początkowo jako wikariusz, zaś od 1980 jako proboszcz. W 1994 został rektorem Papieskiego Seminarium Regionalnego w Molfetcie.
27 lipca 2005 papież Benedykt XVI mianował go ordynariuszem archidiecezji Acerenza. Sakry biskupiej udzielił mu 8 października 2005 ówczesny sekretarz Kongregacji ds. Biskupów - arcybiskup Francesco Monterisi.
15 października 2013 papież Franciszek przeniósł go na urząd biskupa diecezji Altamura-Gravina-Acquaviva. Ingres odbył się 4 stycznia 2014. 
7 grudnia 2023 papież przyjął jego rezygnację z pełnionego urzędu złożoną ze względu na wiek.